# 本間喜一
本間 喜一（ほんま きいち、1891年（明治24年）7月15日 - 1987年（昭和62年）5月9日）は、日本の商法学者、教育者、検察官、裁判官、弁護士、司法官僚。愛知大学名誉学長、東亜同文書院大学学長、一橋大学名誉教授。初代最高裁判所事務総長。正四位勲二等旭日重光章、勲二等瑞宝章。妻は磯辺弥一郎の娘。

## 概要
東京帝国大学法科大学法律学科卒業。判事検事登用試験二次試験首席合格。検事、判事を経て東京商科大学教授となるが白票事件によって辞職し、弁護士に転じた。1940年、中華民国・上海の東亜同文書院大学教授となる。1943年辞職し帰国するが1944年、東亜同文書院大学に復帰して学長となり、同地で終戦を迎えた。1946年引き揚げると東亜同文書院大学や京城帝国大学、台北帝国大学など外地にあった高等教育機関の教職員による愛知大学設立について中心的な役割を担った。愛知大学第2、4代学長を務め、その功績から同大唯一となる愛知大学名誉学長の称号を授与されている。その間、1947年から1950年まで最高裁判所事務総長（初代）を務めた。1950年には一橋大学（東京商科大学の後身）から一橋大学名誉教授の称号を授与された。

## 略歴
- 1891年7月 - 山形県東置賜郡川西町に生まれる。出生名、小池喜一。
- 1905年1月 - 叔父である本間則忠の養子となり、本間姓を名乗る。
- 1915年5月 - 東京帝国大学法科大学卒業。
- 1915年6月 - 司法官試補。
- 1915年9月 - 東京区裁判所検事代理。
- 1917年2月 - 検事。
- 1917年5月 - 判事。
- 1919年3月 - 磯邊登龜と結婚。
- 1920年4月 - 東京商科大学附属商学専門部教授兼東京商科大学予科教授。
- 1923年1月 - 欧米留学（- 1925年6月）。
- 1926年2月 - 東京商科大学教授兼任。
- 1936年2月 - 東京商科大学附属図書館長兼任（- 5月）。
- 1936年5月 - 白票事件の影響で東京商科大学を辞任。
- 1937年1月 - 第二東京弁護士会に弁護士登録。
- 1940年11月 - 東亜同文書院大学副院長兼教授。
- 1943年11月 - 東亜同文書院大学学長の矢田七太郎との確執が先鋭化し、矢田と共に辞任。
- 1944年2月 - 東亜同文書院大学に学長として復帰。
- 1945年9月 - 終戦により東亜同文書院大学が閉鎖。
- 1946年11月 - 愛知大学設立、理事兼教授。
- 1947年8月 - 最高裁判所事務総長（- 1950年6月）。
- 1950年6月 - 愛知大学学長兼理事長（- 1955年11月）。
- 1950年7月 - 一橋大学名誉教授。
- 1952年5月 - 第二東京弁護士会に弁護士登録。
- 1959年4月 - 愛知大学学長兼理事長（- 1963年4月）。
- 1962年10月 - 私立学校振興会（現在の日本私立学校振興・共済事業団）監事（- 1968年10月）。
- 1963年4月 - 愛知大学理事。
- 1963年6月 - 愛知大学名誉学長。
- 1987年5月 - 緑風会病院で死去。95歳没。

## 人物

### 生い立ち
1891年7月15日、玉庭小池家6代目の小池熊吉（1855年5月12日 - 1918年3月12日）、くに（旧姓・菅井）夫妻の次男として山形県に生まれる。父・熊吉は当時玉庭村の初代村長を務めており（1889年 - 1897年）、後に山形県南置賜郡郡議会議員（1897年 - 1907年）、郡会議長（1903年 - 1906年）を歴任した。
本間（当時・小池喜一）は1897年に玉庭小学校、1903年に東京の大成中学校に進むが、翌1904年に東京府立第四中学校（現在の東京都立戸山高等学校）に転学。更に翌1905年に子供のいなかった叔父（熊吉の弟）である本間則忠の養子となる。則忠は当時文部省普通学務局第一課長にあった高級官吏であった。
四中を優秀な成績で卒業した本間は、そのまま1908年に第一高等学校に進学。同級には田中耕太郎、河上丈太郎らがいる。1911年、一高を卒業。東京帝国大学に入学した。

### 司法官から研究者に
1915年に東京帝大を卒業。判事検事登用試験の2次試験に1番の成績で合格し、6月からは司法官試補となる。このときの上司が、後に最高裁判所初代長官を務める三淵忠彦であった。1917年、検事任官。同年、判事任官。判事在任中の1919年、磯邊登龜（1897年6月9日 - 1952年9月16日）と結婚した。晩酌人は大審院院長であった横田国臣。
司法官の道を歩んでいた本間であったが、次第に「法に対する疑問」「判事に対する疑問」を抱くようになり、1920年に判事を辞し、東大時代の恩師であった三瀦信三の勧めにより大学昇格直後の東京商科大学に就職した。商大では当初附属商学専門部並びに予科の教授に着任。担当科目は初め民法で、のち商法に転じた。
大学昇格に合わせた拡充のため、多くの教員が留学することとなり、本間も1922年にはイギリス、アメリカ、ドイツへの2年間の留学が決定（1924年にフランスも追加）。翌年1923年1月から1925年6月にかけて欧米各地を巡り、ともに留学した同僚の大塚金之助、渡邉大輔、井藤半彌、金子鷹之助、増地庸治郎、吉田良三や、神戸高等商業学校から留学していた八木助市、坂本彌三郎、石田文次郎、田中金司、五百籏頭眞治郎、北村五良、平井泰太郎、名古屋高等商業学校の宮田喜代蔵、赤松要らと、日本料理店や日本人クラブで研究会を開いたり将棋をしたりするなどして交流した。ただ、加藤由作は本間が将棋などに誘っても応じずに一人で研究していたという。
帰国直後、上野に構えた新居が全焼するという不運に見舞われている。1926年2月から商大教授も兼任。1936年から1937年まで高垣寅次郎の後任として第2代東京商科大学附属図書館長も務めた。1931年に大学予科及び専門部を廃止するとの政府案に、教員、学生、如水会などが猛反発し、学生が一ツ橋の校舎に籠城した籠城事件においては、民法の常盤敏太教授らとともに錦町署長と交渉し、警察の包囲を解かせ、拘束されていた庭野正之助（のちに日本鉱業社長）や後藤達郎（のちにホテルオークラ社長）ら学生を解放させることに成功した。
この時期、本間は法政大学の教授も兼任し、1935年に法政大学フェンシング部が創設される際には中心的な役割を果たした。翌1936年10月23日に大日本アマチュアフェンシング協会（現在の日本フェンシング協会）が発足した際には、初代理事長に就任した（- 1938年）。また、法政大学ではこのほか1938年から1939年にかけて野球部の部長も務めていた。

### 「白票事件」
1935年7月9日の東京商大教授会において杉村広蔵助教授提出の学位請求論文が否決された（出席21名中、可が13名、否が1名、白票が7名で可が規定の4分の3に届かず）。この結果に杉村・山口茂・上原専禄ら若手教官が「投票に談合あり」として反発し、いわゆる「白票事件」が起こった。本間は、高垣寅次郎・岩田新などと共に「白票組」の一員として若手教官組と激しく対立した。この対立は若手教官組による佐野善作学長退任を目指す思惑も絡まり、教員のみならず学生も巻き込んだ全学的な対立へと発展していく。
9月18日に学生大会が開かれ、学生は若手教官組を支持する方針を決定。9月20日には白票組と若手教官組との話し合いの場が初めて設定されるが、本間らによる白票の正統性の説明に若手教官は納得せず、対立したまま散会。同日、事態収拾のため佐野学長は辞意を表明した。後任には両羽銀行（現在の山形銀行）頭取であった三浦新七の名が挙がるが、本間・高垣・岩田・高瀬荘太郎・内藤章の白票組5教授が最後まで反対。この時は三浦本人の説得により、10月3日になってようやく三浦の学長就任が承諾された。事態はこれで収まったかに見えたが、翌1936年1月18日に三浦学長が杉村助教授に対して学内混乱の責任をとっての辞職勧告をしたことから問題が再燃。学生からは「辞職勧告絶対反対」の声が上がり、若手教官組の一部では授業のボイコットも発生した。三浦学長はさらに2月10日、学内役職付教員の一斉更迭を発表し刷新を図る（この時に本間が高垣に代わり附属図書館長となっている）も、これには白票組が反発。2月14日、人事を不服として14教授（本間・高垣・岩田・高瀬・内藤・堀光亀・渡邊大輔・金子弘・木村恵吉郎・渡邊孫一郎・井藤半彌・内藤濯・阿久津謙二・山田九朗）が辞表を提出する事態となった。本間は2月17日に辞表組を代表して三浦学長と会見し、若手教官組の処分ならびに辞表の受理を迫った。三浦はその際に善処すると確約し、辞表は保留し静観することとなった。この直後に二・二六事件が発生し、岡田内閣は総辞職、廣田内閣が成立した。廣田内閣では東京商大を管轄する文部大臣に東京高等商業学校（東京商大の前身）出身である平生釟三郎が就任した。
三浦学長は「解決策」として本間・高垣そして杉村の3教官の罷免を平生文相に提案。平生は当初保留していたが、岩田の単独辞任、学生が「三浦学長絶対支持」を訴え辞表組の教授が担当する授業のボイコットが実施されているなど学内情勢の混乱に拍車がかかっていることを鑑み、5月7日に3教官の罷免（形式上は「依願退職」）を決定。「両成敗」の形となった。辞表組はこれを不服として、既に辞職した本間・高垣・岩田を除く11教授が再度辞表を提出したが、三浦学長の必死の説得により渡邊大輔・金子弘を除く9人は辞表を取り下げた（渡邊・金子は意志固く8月25日に依願退職）。また、三浦学長自身も混乱の責任を取り辞意表明。同年11月に辞任し（後任は中間派の上田貞次郎）、文部省の三辺長治文部次官と赤間義信専門学務局長もこの事件の影響で辞任している。こうして、白票事件は終結を見せた。
なお、本間はこの時の東京商大の対応を不満に感じており、白票事件以後、一度も国立の土地を踏んでいないという。また、本間のそのような心情を慮ってか戦後の1950年に一橋大学（戦後、東京商大より改組）から名誉教授の称号を授与された際には、妻の登龜が届いた辞令を本間に見せず仕舞いこんでしまったという。そのために本間は自分が名誉教授となっていることに、登龜の死後まで気が付いていなかった。

### 東亜同文書院大学へ
東京商大を辞した本間は翌1937年に弁護士登録をし、弁護士業務を始める。同郷の結城豊太郎らから支援を受けていた。
1940年、白票事件の影響で文部省を辞し、日華学会理事・東亜高等予備学校学監となっていた赤間の要請により中国・上海の東亜同文書院大学に教授として赴任し、（旧制専門学校）書院教頭兼大学予科長を委嘱された。担当科目は商法、「独自のユーモア溢れる、しかも深みのある講義」は学生に歓迎されたというが、1943年に突然辞職した。これには学長矢田七太郎と大学運営のめぐる対立が原因であったとも伝えられるが、詳細は不明である。東亜同文書院大学教授小岩井浄は、帰国した本間の許に学生を派遣して復帰を要請し、同学の運営団体東亜同文会の理事長津田静枝にも本間復帰を働きかけた。
1944年本間は学長として復帰。学長在任中、出征する学生を送る壮行の辞では「戦争が終わった後の処理をうまく行うためにも、諸君には必ず生きて還ってもらわねばならない」、入学式では「勝つ事ばかり語らずに負けた時のことも考えておかねばならない」などと当時の教育機関に属する者としては異例の発言をおこなったという複数の証言が残されている。学生からは驚きと共に感激を持って受け止められたという。
1945年終戦すると学校財産は中国に接収され、さらに上海はインフレに見舞われたが、本間が終戦に備えて学校財産の一部を米や味噌、醤油、金の延べ棒などに換物していたことから、学生、教職員は比較的安定した生活を送ることができた。1946年3月、本間をはじめとする学生、教職員など200名余りは福岡県博多に引き揚げた。

### 愛知大学設立
帰国した本間は書院大学の関係者を集め、1946年5月に新大学設立を決議した。旧陸軍施設を中心に校地予定地を探していたが、既に転用されているなどして難航する。そんな中、書院大学の神谷龍男教授から郷里の愛知県豊橋市・豊橋第一陸軍予備士官学校跡地を紹介され、横田忍豊橋市長と面談し、大学設立の協力を取り付けた。6月には新大学設立事務所を豊橋に設置した。新大学の学長には、当初本間が有望視されていたが、本間自身が「多くの青年学徒を戦地に送った」責任があるとして、固辞。東亜同文会の理事を務めていた枢密顧問官の林毅陸前慶應義塾総長に白羽の矢を立てた。就任の交渉には本間自身が出向き、「学生の将来に対する責任」を訴えて説得。この言葉で林の心は動かされ、承諾の返事が引き出されたという。
新大学の名前は、構想段階では「愛知人文大学」とされていたが、後に「愛知大学」となる。1946年11月15日に大学令による愛知大学の設立が認可。この時の文部大臣は一高・東大の同級生であった田中であった。なお、新大学設立に際しGHQから「東亜同文書院大学そのままの大学は認可しない」との条件が付けられ、本間は「新大学（愛知大学）は東亜同文書院大学とは無関係」との声明を出さざるをえなかった。教職員も新たに書院大学の関係者を採用することができなくなり、外地にあり同じく閉鎖を余儀なくされた京城帝国大学、台北帝国大学の関係者を集めることにより人員不足を克服した。
愛知大学において本間は理事兼教授に就任した。担当科目は民法。ところが、愛知大学設立間もなく、戦後廃止された大審院の代わりとして設置された最高裁判所の初代長官に就任した三淵が本間を最高裁の事務総長に指名する。この事態に愛知大学から小岩井・松坂佐一の両教授が上京し三淵と面談して翻意を促したが、三淵の熱意に押されて失敗する。「三淵門下でもっとも信頼され、また自分も三淵さんをこの上なく敬愛した」と評される本間が三淵の申し出を断れる筈もなく、1947年8月より初代事務総長に就任。愛知大学の事務は小岩井が引き継いだ。

### 最高裁事務総長
最高裁判所事務総長在任中、本間は最高裁一般規則制定諮問委員会委員（1948年8月）、少年審判規則制定諮問委員会委員（同10月）、裁判所書記制度調査委員会委員（1949年1月）、外国弁護士資格者選考委員会委員（同9月）、書記官試験委員会委員長（同12月）、少年保護司試験委員会委員長（1950年1月）、最高裁統計委員会委員（同）などを兼任した。1950年3月に三淵が定年退官した後もしばらくは事務総長に留任し、後任の長官となった田中を補佐していたが、同じ年の6月に愛知大学の林学長が病気を理由に辞意を表明すると事務総長を辞任して愛大の第2代学長兼理事長に就任した（同年12月に林前学長は死去）。

### 愛知大学の学長に
本間が愛大の学長に就任して2年後の1952年5月、愛大豊橋校舎内に無断で侵入した制服警察官2名を捕縛したことで学生7名が逮捕された。これに対し本間をはじめとした愛大教職員・学生が検察・警察へ猛抗議。「大学の自治か、警察権か」を巡り大論争が巻き起こった。同じ年の東大ポポロ事件、早稲田大学事件に続く「愛知大学事件（愛大事件）」の発生である。本間は直後に弁護士登録をして学生の弁護人となった。2か月後の6月10日には衆議院行政監察特別委員会に証人として名古屋地方検察庁の安井栄三検事正と共に出席している。この中で本間は学生を「教育者として自分の教え子に対する気持は三親等内の親族以上」と表現している。愛大事件が終結するのは最高裁で上告が棄却され、「有罪、但し刑の免除」の判決が確定する1973年である。
本間の職務は愛大事件の対応も加わると多忙を極め、1955年には小岩井に学長・理事長の職を譲ることとなった。しかし、小岩井は1957年ごろから体調が悪化し、その後も療養しながら職務を続けていたが1959年2月19日に膵臓癌のために死去した。本間は小岩井の後任として同年4月、急遽学長に復帰することになる。
1963年1月、折からの三八豪雪により愛知大学山岳部のメンバー13人が遭難するという事件が起きる（愛知大学山岳部薬師岳遭難事故）。捜索は難航を極めたが、山岳部員が避難していると思われた山小屋（太郎小屋）に朝日新聞のヘリコプターが着陸を強行し、「来た、見た、いなかった」「太郎小屋に人影なし」と号外を出したことから生存が絶望的であることが明らかになる。実際に、3月から5月にかけて11遺体、10月に2遺体が発見された。本間は、「道義的責任」をとり4月に学長を辞任した。

### 愛知大学学長退任後
学長退任後も本間はしばらく愛知大学の理事に名を連ねた。また、大学からはその功績を評価され名誉学長の称号が贈られている。これは、愛知大学では唯一の例である。
1987年5月9日午前5時44分、死去。95歳没。葬儀は5月15日に日本キリスト教会柏木教会で営まれ、6月7日には愛知大学豊橋校舎で愛知大学大学葬も行われた。
1992年からは愛知大学記念館（旧大学本館）内に「本間喜一先生展示室」が設けられ、ゆかりの品の展示が行われている。また、2001年には山本眞輔の手によって本間の胸像が作られ、豊橋校舎の大学記念会館1階に設置。この胸像は2010年に本間の故郷である川西町にも1体を寄贈、2012年には新たに竣工された愛知大学名古屋校舎の講義棟2階にも設置されている。

## 主要論文
- 「有價証券の概念に就て」米谷隆三編輯『商法及保險の研究 : 青山衆司博士還暦記念論文』保險評論社 1931
- 「有價證券の流通性」東京商科大學國立學會編輯『法學研究 : 東京商科大學研究年報』第3号 岩波書店 1934